# Holger Gries
Holger Gries ist ein deutscher Poolbillardspieler aus Karben. Er war bisher zweimal Europameister und fünfmal Deutscher Einzel-Meister der Senioren.

## Karriere
Bei der Deutschen Meisterschaft 2003 wurde Holger Gries Deutscher Meister im 14/1 endlos. Es war zugleich das erste Mal, dass er bei einer Deutschen Meisterschaft die K.-o.-Runde erreichte. 2004 wurde er Fünfter im 9-Ball, 2005 gewann er im 14/1 endlos die Silbermedaille. 2006 wurde er erneut Deutscher Meister im 14/1 und erreichte erstmals das Viertelfinale im 8-Ball. Bereits im Januar 2006 erreichte Gries bei den Czech Open sein bisher einziges Achtelfinale auf Euro-Tour.
Bei der Deutschen Meisterschaft 2007 konnte Gries seinen Titel im 14/1 erfolgreich verteidigen und erreichte im 8-Ball das Viertelfinale.
2008 wurde Gries 8-Ball-Europameister und gewann bei der Deutschen Meisterschaft Bronze im 14/1 endlos. Nachdem er 2009 Europameister im 9-Ball und EM-Fünfter im 8-Ball wurde, gelang es ihm bei der Deutschen Meisterschaft 2009 zudem erstmals Deutscher 8-Ball-Meister zu werden.
Zudem gelang es Gries, sich für die 9-Ball-Weltmeisterschaft 2010 in Doha zu qualifizieren, bei der er jedoch in der ersten Runde ausschied. Bei der Deutschen Meisterschaft 2010 gewann er Bronze im 8-Ball und Silber im 9-Ball. 2011 gewann er im 9-Ball seinen bisher letzten Deutschen Meistertitel. 2012 schied er im 9-Ball-Viertelfinale gegen den späteren Deutschen Meister Martin Schwab aus. Bei der Deutschen Meisterschaft 2013 erreichte er erneut lediglich im 9-Ball das Viertelfinale.